# لوري سنجر
لوري سنجر (بالإنجليزية: Lori Singer)‏ هي عارضة وموسيقية وممثلة أمريكية، ولدت في 6 نوفمبر 1957 بتكساس في الولايات المتحدة.

## وصلات خارجية
- لوري سنجر على موقع IMDb (الإنجليزية)
- لوري سنجر على موقع ألو سيني (الفرنسية)
- لوري سنجر على موقع ميوزك برينز (الإنجليزية)
- لوري سنجر على موقع أول موفي (الإنجليزية)
- لوري سنجر على موقع قاعدة بيانات الأفلام السويدية (السويدية)
- لوري سنجر على موقع إن إن دي بي (الإنجليزية)
- لوري سنجر على موقع ديسكوغز (الإنجليزية)
- لوري سنجر على موقع قاعدة بيانات الفيلم (الإنجليزية)
- لوري سنجر على موقع كينوبويسك (الروسية)